# Mintra (empresa)
Mintra (acrónimo de Madrid Infraestructuras del Transporte) fue una empresa pública del sector transportes de la Comunidad de Madrid. Fue creada en 1999 por el gobierno regional de Alberto Ruiz-Gallardón y disuelta en 2011 por el gobierno regional de Esperanza Aguirre. Se encargaba de ejecutar, gestionar y mantener las infraestructuras del transporte colectivo de la Comunidad de Madrid.